# 劉明源
劉明源（1931年7月13日—1996年2月21日），出生於天津，中國胡琴演奏家、作曲家、民族音樂教育工作者。

## 生平
劉明源6歲時跟父親學習板胡和京胡，7歲登台，15歲從事於音樂工作，在戲班做主弦（領奏琴師），同時參加民樂團和從事鋼琴伴奏，擔任評劇板胡（主弦）、京劇胡琴（京胡）、廣東高胡、鋼琴、墜胡、蒙古四胡、馬頭琴、爵士鼓等多種樂器。
板胡、二胡、中胡、高胡、京胡等多種胡琴類樂器都有很高藝術成就，在國內外錄製許多音樂專輯和合輯。1957年以中國青年藝術家代表身份參加第六屆世界青年聯歡節民間樂器演奏比賽，榮獲金質獎章。1982年起擔任中央音樂學院器樂系教授。1989年以《大起板》專輯獲得第一屆中國金唱片獎。1996年去世。

## 主要學生
- 周其昌
- 安如励
- 王宜勤
- 丁鲁峰
- 牛保志
- 沈立良
- 王玉芳
- 宋国生
- 黄安源
- 苏敏
- 姜建华
- 刘继红
- 宋飞
- 张尊连
- 沈诚
- 何楚荣
- 胡艺影

## 主要作品
- 《喜车红马运粮忙》
- 《丰收乐》
- 《馬車在田野上奔馳》
- 《秦腔牌子曲》
- 《草原上》
- 《幸福年》

## 家庭
刘明源之子刘志（笔名士心）为军旅作曲家，代表作有《小白杨》、《说句心里话》等。士心之弟刘湘则子承父业，担任板胡演奏家。

## 外部連結
- （繁體中文）丁魯峰《談我的藝術道路 （页面存档备份，存于）》，第2章〈遇見恩師〉談他的老師劉明源